# Круговая порука

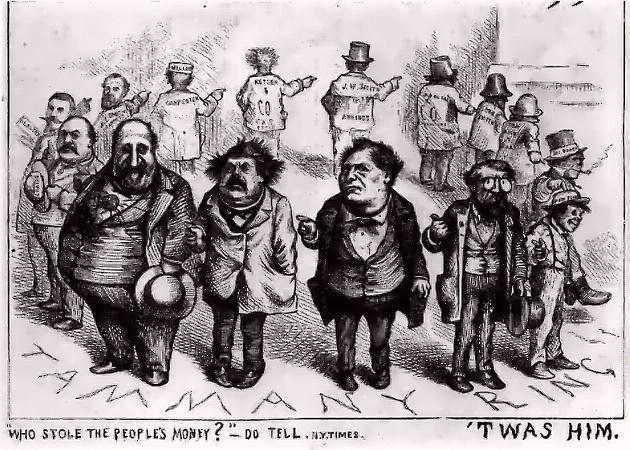
Круговая порука, «шайка Твида»: «Скажите, кто спёр народные деньги?» — «Это он!» — и все показывают пальцами друг на друга. Нью-Йорк, Harper’s Weekly July 1, 1871.

Кругова́я порука — групповая солидарная ответственность. Заключается в том, что вся группа людей отвечает по нарушенным обязательствам любого из них.

## Определение
Согласно Юридическому словарю, под круговой порукой следует понимать ответственность всех членов общины (иного коллектива) за действия или выполнение обязанности каждым из её членов.
Согласно энциклопедическому словарю Брокгауза и Ефрона, под круговой порукой, в гражданско-правовом смысле, следует понимать вид корреального обязательства в его римской форме.
В обиходе этот термин означает согласие членов группы с действиями любого из своих членов, а также его поддержка, пассивная или активная. Часто употребляется с негативным оттенком.

## Принципы
Здесь каждый за всех и все за одного, участники круговой поруки связаны и во всех последствиях долга. Освободительные акты, не имеющие значения способов материального удовлетворения кредитора, если они допущены по отношению к одному должнику, действуют в случае круговой поруки для всех её участников. Таким образом, цель круговой поруки состоит в том, чтобы поставить перед кредитором, вместо отдельных лиц, целую общину как таковую.
В России до начала XX века этот термин применялся к ответственности сельской общины за подати и недоимки своих членов. Подчёркивалось, что участниками круговой поруки могут быть не члены любого союза, а лишь члены определенной территориальной единицы. Для обозначения совместной ответственности членов других союзов (товариществ) применялся термин корреальная или солидарная ответственность.
В то же время, круговую поруку нельзя путать с простым поручительством и применять к ней правило о постепенности взыскания (beneficium excussionis). Цель круговой поруки, как и всякого солидарного обязательства — гарантировать своевременное и немедленное исполнение обязательства.

## История

### Россия
В XV—XVI веках на жителей губных округов налагалась обязанность предупреждения и искоренения преступлений, за неисполнение этой обязанности они несли денежную и уголовную ответственность.
В Московском государстве круговая порука также использовалась при недоборе таможенного и кабацкого доходов (недобор мог быть взыскан с посада, который избрал в целовальники виновника недобора). Кроме того, убытки, причиненные казне подрядчиком, взыскивались иногда с того посада, к которому он принадлежал, а набирая из вольных людей отряды стрельцов, правительство возлагало на них ответственность по круговой поруке за надлежащее исполнение каждым его обязанностей и за материальный ущерб казне в случае бегства со службы.
Со временем использование государством института круговой поруки сохранилось лишь в области фиска: жители домохозяйств определенной территориальной единицы искони обязаны были уплачивать определенную сумму податей. Распределение податей производили сами жители, а сбор их возложили на выбранных плательщиками лиц. Отсюда, по мнению некоторых учёных, следует, что ответственность за безнедоимочное поступление податей лежала на обществе плательщиков. Во всяком случае несомненно, что ответственность перед правительством за недоимку несли сборщики податей, воеводы и другие лица, в ведении которых состояли крестьяне данного разряда. Под страхом этой ответственности (имущественной и личной) они могли при взыскании недоимок применять, в большей или меньшей мере, начало ответственности одних плательщиков за других, даже в том случае, когда круговая порука не была санкционирована законом.
В XVIII веке с дальнейшим укреплением бюрократических порядков и отказом от применения начала круговой поруки в различных отраслях государственного дела устарел, по-видимому, и принцип круговой ответственности плательщиков податей. Однако правительство, будучи вынужденным в конце концов обратиться к нему как к средству обеспечения исправного поступления податей, применяло круговую поруку в крайнем случае и давало этому применению различную мотивировку. Так, в 1739 году царским указом повелевалось недоимку по сбору податей с купечества и государственных крестьян разложить членам этих сословий между собой, а недоимку с крестьян дворцовых, заводских, монастырских в первую очередь пополнить из имущества вотчинных управителей и приказчиков и только в случае их неспособности оплатить недостачу взимать недоимки с самих крестьян.

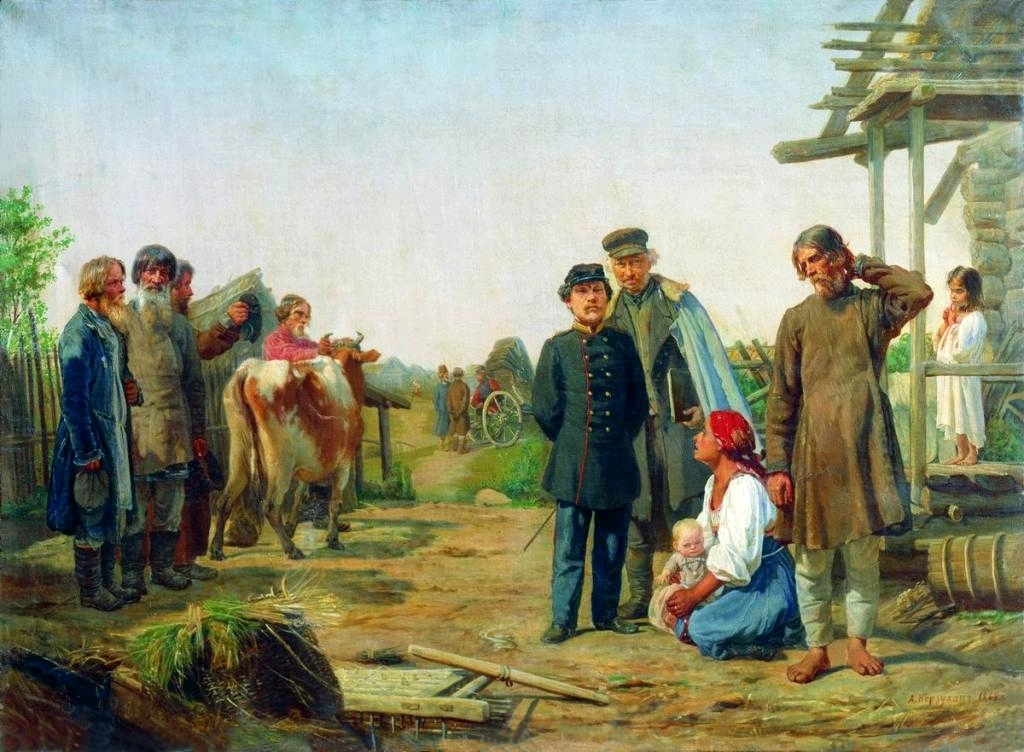
А. Корзухин. Сбор недоимок (1868)

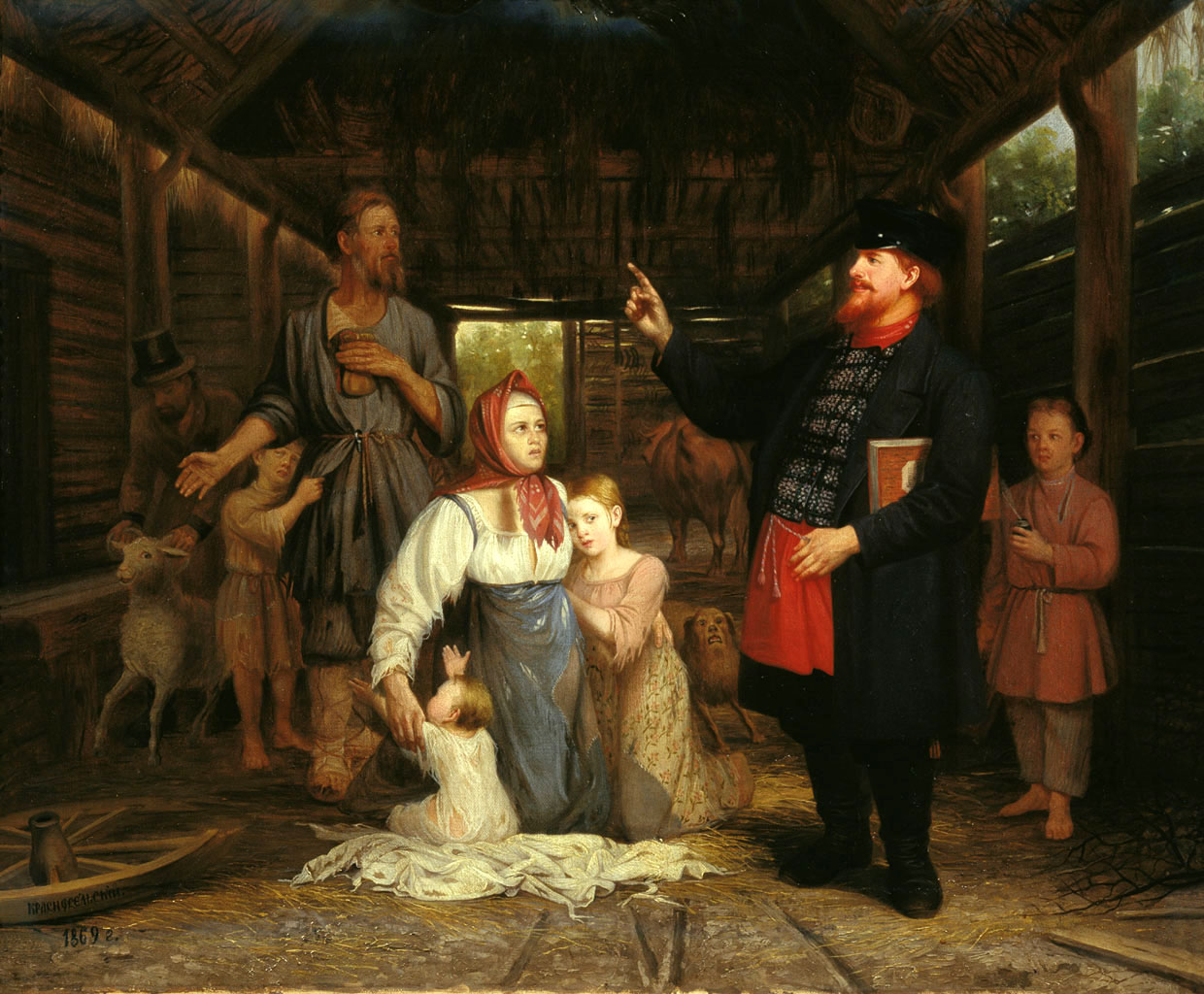
А. Красносельский. Сбор недоимок (1869)

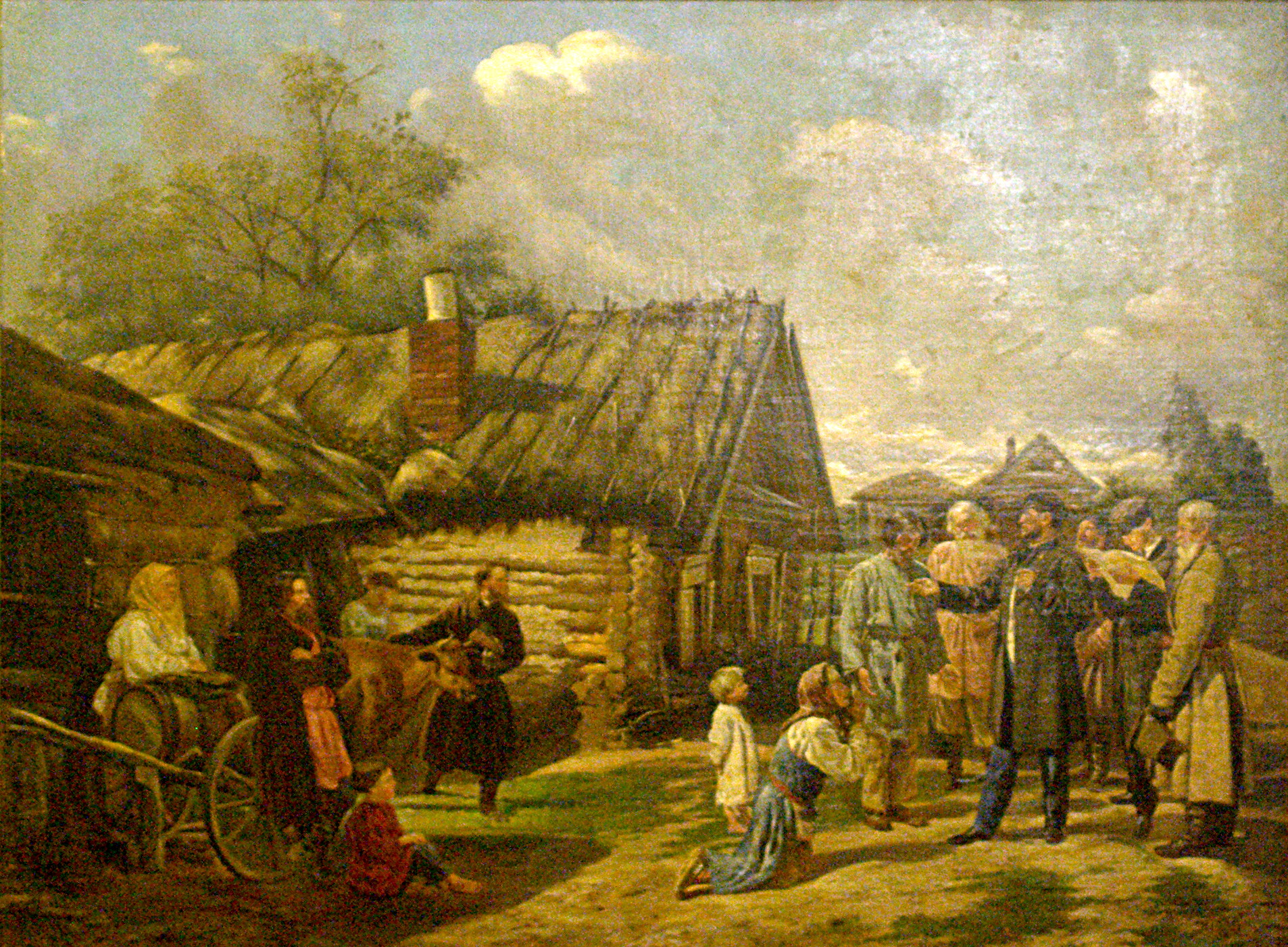
В. Пукирев. Сбор недоимок (1870)

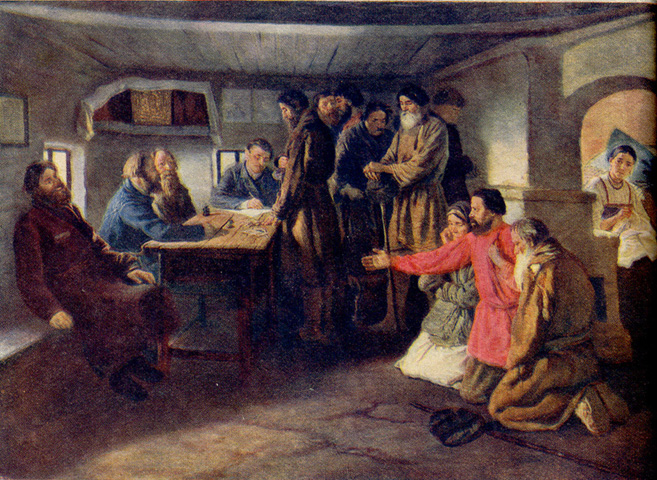
К. Трутовский. Сбор недоимок на селе (1886)

С учреждением в 1797 году департамента уделов и образованием разряда удельных крестьян было решено, что в случае накопления недоимки по причине лености и нерадения поселян виновные предаются суду, а недоимка взыскивается с всей сельской общины в наказание за то, что «видя сотоварища своего в леность и нерадение впавшего, к трудам и исправлению своего долга не старалось его обратить».
В качестве всеобщего правила обязанность общества отвечать за исправный взнос податей была закреплена Манифестом 16 мая 1811 года, дополненным указом 1828 года, но при этом не назывались определенные меры взыскания, подлежащие применению к целому селению. В то же время в манифесте 1811 года для предотвращения недоимок волостным головам, выборным и старостам было дано право использовать злостных неплательщиков в работах в поселении или отсылать их в работный дом до уплаты долга, из которого их отпускали для сельских работ с апреля по ноябрь. Подобные меры могли быть приняты и к нерадивым старостам и выборным.
С новым разделением в 1833 году селений казённых крестьян на общества было подтверждено и обязательство последних отвечать за исправный взнос податей, с добавлением, что если недоимка общества возрастет до годового оклада, то ответственность переносится на всю волость. Таким образом правительство ясно показало, что не считает круговую поруку состоящей в связи с поземельными отношениями членов общества. С учреждением министерства государственных имуществ ответственность волости за недоимку сельских обществ упразднили, но не установили ее связь с поземельным владением. Лишь в 1869 году круговую ответственность по сбору казённых податей при общинном владении землёй ограничили пределами поземельной единицы.
После крестьянской реформы 1861 года взимание с крестьян податей, а также казённых, земских и мирских сборов было возложено на выборных сельских старост и сборщиков, состоявших под наблюдением волостного старшины. Они не имели права прибегать по отношению к неплательщикам к каким-либо понудительным мерам взыскания, за исключением кратковременного ареста и небольшого штрафа. Большими полномочиями были наделены сами сельские общества. В частности, согласно законодательству, они имели право применять более серьёзные меры в отношении неплательщиков: продажу принадлежащего недоимщику недвижимого имущества с целью погашения недоимки, отдачу недоимщика или кого-либо из членов его семьи в посторонние заработки с изъятием заработанных денег в общинную кассу, определение к недоимщику опекуна или назначение вместо неисправного хозяина старшим в доме другого члена его семьи. В крайних случаях сельское общество с целью воздействия на недоимщика имело право прибегать к более строгим мерам: продаже принадлежащего недоимщику лично недвижимого имущества (за исключением выкупленной усадьбы), продаже той части движимого имущества и строений недоимщика, которая не составляет необходимости в его хозяйстве, изъятию у недоимщика всего или части отведенного ему земельного надела. Если же, несмотря на все принятые меры, крестьянин не мог к 1 октября года расплатиться по своим долгам, то долг делился сельским сходом на других крестьян общества, которые должны были погасить его к 15 января следующего года. Если же сельское общество не справлялось с выплатой долга. то оно принуждалось к уплате недоимок через местную полицию, а в случае безуспешности и этих мер понуждения недоимка гасилась полицией посредством продажи крестьянского движимого имущества.
На практике же порядок взыскания податей и применение круговой поруки протекало несколько иначе. Так, меры понуждения к неплательщикам, которые, согласно закону, имела право применять лишь сельская община, особенно в местностях, где преобладало подворное владение землёй, как правило, применялись сельским и волостным начальством и даже полицией. Когда же к ним под сильным давлением со стороны полиции прибегало общество, то в большинстве случаев оно ограничивалось мерами, указанными в законе как крайние: продажей движимого имущества недоимщика или временным изъятием его надела для сдачи в аренду на погашение недоимки, минуя более лёгкие меры как неприложимые в крестьянском быту. Очень редко применялась разделение долга отдельных крестьян между всеми членами общества. Если эта мера и применялась, то спорадически, по требованию полиции. В этих случаях доля платежа, выпадавшая на зажиточных крестьян, доходила иногда до 100 рублей и больше.
В конце XIX века каждое сельское общество как при общинном, так и при участковом или подворном (наследственном) пользовании землёй отвечало круговой порукой за каждого из своих членов в исправном отбывании казённых, земских и мирских повинностей. Сельским обществам, находящимся в пределах одной волости, предоставлялась возможность по общей договоренности объединяться между собой для облегчения кругового ручательства. Крестьяне, имеющие все угодья своего надела в отдельном владении, не могли быть привлечены к круговой ответственности в отбывании государственных податей и повинностей за других крестьян, даже проживавших в том же обществе или селении, но не участвующих в означенном владении. Если в селении или части селения, имеющих отдельное владение землёй и получающих на этом основании отдельный окладной лист, числилось менее 40 ревизских душ, состоящих в окладе, то подати и повинности взыскивались с крестьян без круговой поруки. Возлагая на общества ответственность за исправное отбывание их членами податей и повинностей, правительство не указывало средств, к каким могли бы прибегать сельские сходы для понуждения отдельных плательщиков ко взносу сборов.
Применение круговой поруки при взимании государственных и земских сборов с надельных земель сельских обществ было существенно ограничено в 46 губерниях европейской России в 1899 году. В 1900 году была отменена круговая порука при взимании продовольственных сборов. В 1903 году круговая порука была полностью отменена в тех губерниях, где было введено положение 1899 года, с одновременным освобождением сельских обществ от кругового ручательства по взносу мирских сборов и платы за пользование в заведениях общественного призрения неимущих членов этих обществ.

## Круговая порука в искусстве
- Скованные одной цепью — песня группы «Наутилус Помпилиус»
- COOLA — песня рэп-исполнителя «Boulevard Depo»

## Источник
- Водовозов В. В. Круговая порука // Энциклопедический словарь Брокгауза и Ефрона : в 86 т. (82 т. и 4 доп.). — СПб., 1890—1907.